# ويست ديربي
ويست ديربي (بالإنجليزية: West Derby)‏ هي ضاحية في شمال ليفربول، مرزيسايد، إنجلترا مع الضاحية الأصغر نورثوود (بالإنجليزية: Northwood)‏. وهي أيضاً دائرة مجلس مدينة ليفربول. بعد تعداد 2001، بلغ عدد السكان 14,801 (7,182 ذكور, 7,619 إناث).

## أعلام
- إرنست كروسبي
- تيدي بارتون
- بيلي بال
- جون غرايسون
- ترنت ألكساندر-أرنولد

## وصلات خارجية
- ويست ديربي اليوم
- مجلس مدينة ليفربول، ملف دائرة: ويست ديربي
- مجتمع ويست ديربي